# 蔡泽林
蔡泽林（1991年4月11日—），出生于中国云南省会泽县，中国田径运动员，在2012年夏季奧林匹克運動會田徑比賽中获得男子20公里竞走第四名。2016年8月12日，在2016年夏季奧林匹克運動會田徑比賽中以1小时19分26秒获得男子20公里竞走银牌。

## 外部連結
- 蔡泽林在的頁面